# Maria José Pacifico
Maria José Pacifico (21 de abril de 1952) é uma pesquisadora brasileira, titular da Academia Brasileira de Ciências na área de Ciências Matemáticas desde 2005. É professora do Instituto de Matemática da Universidade Federal do Rio de Janeiro.
Foi condecorada com a comenda da Ordem Nacional do Mérito Científico.